# Municipio de Santa Elena (Yucatán)
El municipio de Santa Elena es uno de los 106 municipios del estado mexicano de Yucatán. Su cabecera municipal es la localidad homónima de Santa Elena.

## Colindancia
El municipio de Santa Elena limita al norte con  Muna, al sur con Oxkutzcab, al este con Ticul, al oeste y sur con el estado de Campeche particularmente con el  municipio de Hecelchakán.

## Datos históricos
La región municipal es la sede de uno de los yacimientos mayas más grandes e importantes de la península de Yucatán: Uxmal. Este sitio es equiparable en importancia y grandeza a Chichén Itzá, a Izamal y a Mayapán.
Se han encontrado también piezas de cerámica y alfarería, así como diversos vestigios arqueológicos que son prueba de que el sitio donde se encuentra el pueblo de Santa Elena fue asiento, en época prehispánica, de un poblado indígena maya muy importante. El nombre del sitio maya era “Nohcacab” y perteneció a la Provincia de Tutul Xiú.
- 600 a 900: Se dio su máximo florecimiento, convirtiéndose en uno de los asentamientos más poblados del periodo Clásico Tardío Maya. Esta población era entonces llamada Nohcacab.

- Siglo XV: Ocurre la destrucción de Uxmal, durante una serie de guerras civiles, a consecuencia de las cuales este sitio fue abandonado.

- 1627: Había sido establecida en este sitio una encomienda. Entonces contaba Nohcacab ya con una población mixta, compuestas de españoles, criollos, mestizos y mulatos.[6]

- 1824: Declarada la independencia de Yucatán y su posterior incorporación al resto de la república mexicana, Santa Elena pasa a formar parte del Partido de Ticul.

- 1841: El explorador John Lloyd Stephens, uno de los fundadores de los estudios mayas, estuvo en Nohcacab varias semanas en 1841; de esta comunidad salieron él y sus compañeros de viajes, Frederick Catherwood y el doctor Cabot,  a explorar el área del Puuc. Durante su estancia, este grupo de pioneros realizó dibujos y escribió sobre sus experiencias con los habitantes de esta villa, impresiones que aun se conservan hasta nuestros días en los libros de Stephens.[7]

- 1847, Guerra de Castas: Nohcacab fue atacada, e incendiada totalmente, en cuando menos dos ocasiones; la segunda fue en 1849, durante la llamada Guerra de Castas. Documentos localizados en varios archivos yucatecos demuestran que los daños ocasionados a Nohcabab en 1849 ocasionaron la migración de la mayor parte de la población española y criolla a la ciudad de Mérida.[8] Después de este segundo incendio Nohcabab fue renombrada como Santa Elena.

- 1918: El pueblo de Santa Elena se erige en cabecera del municipio del mismo nombre.

## Huellas alemanas en Santa Elena
Habiendo sufrido una gran depresión económica, no fue sino hasta 1865, con la llegada de aproximadamente 300 colonos alemanes a esta villa, que Santa Elena empezó a experimentar algunas mejoras. El emperador Maximiliano de Habsburgo ordenó la fundación de la colonia agrícola Villa Carlota  en esta población así como en la cercana villa de Pustunich, que recibió unos 100 colonos más.
El responsable en Yucatán de la colonia Villa Carlota fue el Comisario Imperial de Yucatán, José Salalar Ilarregui.
La mayor parte de estos inmigrantes eran humildes agricultores y artesanos que emigraron con sus familias. Aun y cuando el programa Imperial de colonización Villa Carlota se desintegró en 1867, algunas familias germanas permanecieron en esta población y/o se mudaron a otras localidades cercanas.

## Economía
La agricultura es la principal actividad municipal. El cultivo de maíz, de frijol, las hortalizas y cítricos son los más importantes.
Estas actividades se ven influenciadas por el hecho de que el territorio municipal, en la parte noroeste, es atravesado por una serranía cuya altitud promedio es de 100 metros y que corre de noroeste a sureste, accidente orográfico que da una vertiente hacia las zonas de cultivo.
El turismo es también motor principal de la economía municipal por la enorme cantidad de visitantes nacionales y extranjeros que visitan la región, particularmente Uxmal y Kabáh, como parte de la región Puuc

## Atractivos turísticos
- Arquitectónicos:

Destaca la Parroquia de San Mateo, construida en el siglo XIX y ubicada en la cabecera municipal.
- Arqueológicos:

Existen en el municipio varios e importantes sitios arqueológicos como:  Uxmal, Kabáh, Nohpat, Xcoh y Mulchic, dentro de la denominada zona Puuc.
- Fiestas populares religiosas:

Del 10 al 24 de enero se celebra la fiesta en honor al Santo Cristo del Amor.
El 17 de mayo se realiza la fiesta en honor a las Santos Reyes de San Mateo.
En ambas se organizan gremios y se llevan al cabo procesiones, así como la tradicional vaquería